# Grace Sherwood
Grace White Sherwood (1660 — 1740), chamada de Bruxa de Pungo, é a última pessoa conhecida por ter sido condenada por bruxaria na Virgínia.
Agricultora, curandeira e parteira, foi acusada por seus vizinhos de se transformar em um gato, danificando plantações e causando a morte de animais, tendo sido acusada de bruxaria várias vezes. Em seu julgamento, em 1706, Sherwood foi acusada de enfeitiçar sua vizinha Elizabeth Hill, fazendo com que Hill abortasse. O tribunal ordenou que a culpa ou inocência de Sherwood fosse determinada mergulhando-a na água. Se ela afundasse, era inocente; se não o fizesse, era culpada. Sherwood flutuou para a superfície e passou quase oito anos na prisão antes de ser libertada.
Grace viveu em Pungo, no condado de Princess Anne  (hoje parte de Virginia Beach) e casou-se com James Sherwood, um agricultor, em 1680. O casal teve três filhos: John, James e Richard. Seu primeiro caso foi em 1697 - foi acusada de lançar um feitiço em um touro, resultando em sua morte, mas o assunto foi encerrado com um acordo de ambas as partes. No ano seguinte, foi acusada de bruxaria por dois vizinhos - ela supostamente enfeitiçou os porcos e o algodão de um deles. Sherwood processou por calúnia após cada acusação, mas seus processos não tiveram êxito e o marido teve que pagar as custas judiciais. Em 1706, foi condenada por bruxaria e encarcerada. Libertada da prisão em 1714, recuperou sua propriedade do condado de Princess Anne (seu marido morreu em 1701). Ela não se casou novamente e viveu em sua fazenda até sua morte em 1740, com cerca de 80 anos.
Em 10 de julho de 2006, no 300.º aniversário da condenação de Sherwood, o governador Tim Kaine concedeu um perdão informal para "restaurar oficialmente [seu] bom nome", reconhecendo que ela foi condenada injustamente. Uma estátua que a descreveu foi erguida perto da Sentara Healthcare, no Independence Boulevard, em Virginia Beach, perto do tribunal colonial onde ela foi julgada. Ela é esculpida ao lado de um guaxinim, representando seu amor por animais, e carregando uma cesta contendo alho e alecrim, em reconhecimento ao seu conhecimento sobre a cura com ervas.

## Contexto familiar
Grace nasceu em 1660, na Virgínia, provavelmente em Pungo. Era filha de John White, que era carpinteiro e fazendeiro de descendência escocesa (não se sabe se ele nasceu nos Estados Unidos) e de Susan, que era inglesa de nascimento. 
Em abril de 1680, Grace White casou-se com um respeitado proprietário de terras agrícolas, James Sherwood, na Igreja Paroquial de Lynnhaven. O casal teve três filhos: John, James e Richard. John White deu-lhes 50 acres (20 ha) de terra quando se casaram e, com a morte dele em 1681, deixou o restante de sua fazenda de 145 acres (59 ha). A família Sherwood era pobre e vivia em uma área habitada por pequenos proprietários de terras ou por pessoas sem terra. Além da agricultura, Grace cultivou suas próprias ervas, que ela usava para curar pessoas e animais. Ela também atuou como parteira. Quando James morreu em 1701, Grace herdou sua propriedade. Ela não se casou novamente.
Não existem desenhos ou pinturas de Grace, mas relatos contemporâneos a descrevem como atraente, alta e com senso de humor. Ela usava calça em vez de vestido enquanto trabalhava em sua fazenda. Isso era incomum para a época, assim como sua erva crescia. Dizia-se que a combinação de roupas e boa aparência atraía homens e aborrecia suas esposas. A biógrafa e advogada de Sherwood, Belinda Nash, sugere que os vizinhos tinham inveja dela, e que os contos de bruxaria podem ter sido evocados em um esforço para removê-la e, posteriormente, obter sua propriedade. Grace participou de pelo menos uma dúzia de ações judiciais, nas quais ela teve que se defender de acusações de bruxaria, ou na qual processou seus acusadores por difamação.